# Provinsen Brandenburg
Brandenburg var en provins i den tyska staten Preussen, från 1815 till 1871 i det självständiga kungadömet Preussen och efter 1871 även inom delstaten Preussen i det förenade Tyska riket. Provinsen Brandenburg, som existerade mellan 1815 och 1946, bildades av Mark Brandenburg (förutom Altmark) och Niederlausitz. Huvudstad var tidvis Berlin och tidvis Potsdam. 1 april 1881 fick Berlin en specialställning inom provinsen och 1 oktober 1920 upphörde Berlin att vara en del av densamma. Samtidigt utökades Berlins stadsgränser betydligt till att få sin huvudsakliga nuvarande omfattning, det så kallade Stor-Berlin, där många av de tidigare förstäderna i Brandenburg införlivades med staden Berlin.
Under Nazityskland införlivades delar av Grenzmark Posen-Westpreussen i Brandenburg vid Posen-Westpreussens upplösning 1938. Provinsen gavs det officiella namnet Mark Brandenburg 1939. 
Provinsen Brandenburg upplöstes formellt i samband med Preussens upplösning av ockupationsmakterna efter andra världskrigets slut, då ockupationsmakterna beslutat att inte återupprätta Preussen i dess roll som dominerande delstat i Tyskland. Delen väster om floden Oder tillföll den sovjetiska ockupationszonen, från 1949 Östtyskland, och den östra delen tillföll Polen. Territoriet motsvaras ungefär av förbundslandet Brandenburg (Land Brandenburg) i Tyskland sedan 1990 och Lubusz vojvodskap samt den sydvästra delen av Västpommerns vojvodskap i Polen sedan 1999.

## Geografi
För en aktuell beskrivning av regionens geografi idag, se Brandenburg#Geografi och klimat och Lubusz vojvodskap.
Provinsen Brandenburg gränsade 1939 i norr till Pommern och Mecklenburg, i öster till Polen och Schlesien, i söder till Schlesien och Sachsen, i väster till Hannover, Sachsen och Anhalt. Ytan var då 39 838 km². Provinsen, som bildades 1815, omfattade då landskapen Mittelmark, Uckermark, Prignitz och största delen av Neumark, det gamla Mark Brandenburg, hela Nieder- och större delen av Oberlausitz samt smärre delar av Pommern, Posen och Schlesien.
Regionen utgjorde en del av det nordtyska låglandet, hade en genom kullar och dalgångar vågformig yta, men endast en ringa höjd över havet. Högsta höjden var endast 227 meter (Rückenberg), fem kilometer söder om Sorau (Żary). Jordmånen i regionen består till största delen av sand, som på långa sträckor bildar ofruktbara hedar. Brandenburg tillhörde huvudsakligen två vattensystem: Elbes och Oders.
Elbe, som endast på en kort sträcka, såsom gränsflod, i nordväst berörde Brandenburg, har ett par smärre bifloder samt Havel,
i vilken Spree, Rhin, Dosse med flera vattendrag flyter ut. Oder flöt genom provinsens östliga del och upptog en mängd tillflöden, bland andra Bober, Neisse och Welse från vänster samt den stora Warthe med Netze från höger.
Brandenburg var ganska rikt på vatten och vattensjuka trakter; många stora träskmarker blev dock torrlagda genom kanaler, av vilka de viktigaste var Finow-kanalen, mellan Havel och Oder, Friedrich-Wilhelms-kanalen, mellan Oder och Spree, samt Ruppinkanalen, mellan Havel och Ruppinsjön.

## Näringsliv
Mineral fanns endast i ringa mängd; jorden lämnade företrädesvis torv, brunkol, kalk och dylikt. Även om 45 % av provinsens yta var åkerjord, odlades inte tillräckligt med säd för att täcka de lokala behoven. Däremot gav skogen, som upptog 32 % av landets yta och till största delen bestod av barrskog, möjlighet till utförsel.
Då provinsen var rik på ängs- och betesmarker (omkring 13 % av hela ytan), var boskaps- och i synnerhet fårskötseln betydlig. Brandenburg utförde mer ull än någon annan preussisk provins. Fiske idkades mycket. Industrin, som hade i synnerhet franska kolonister att tacka för sin första lyftning, var högt uppdriven och omfattade företrädesvis ylle-, linne- och sidenfabrikation, bomullsspinneri och dylikt.

## Befolkning
Befolkningen uppgick 1900 till 3 108 554 invånare, oberäknat Berlin, nästan lika fördelade på, nästan lika fördelade på könen; därav var 2 907 863 evangeliska, 160 305 katoliker, 25 766 judar och så vidare. Den absoluta majoriteten av invånarna var tyskar; i Niederlausitz bodde dock 37 519 sorber, av vilka 2 403 också talade tyska.

## Undervisning
För undervisningen var sörjt genom en mängd anstalter; 27 gymnasier, 3 progymnasier, 6 realgymnasier, 1 överrealskola, 5 realprogymnasier, 13 realskolor, 10 skollärarseminarier, en lantbruksskola, 3 dövstumanstalter, 1 blindinstitut med flera, alltsammans oberäknat Berlin.

## Förvaltning

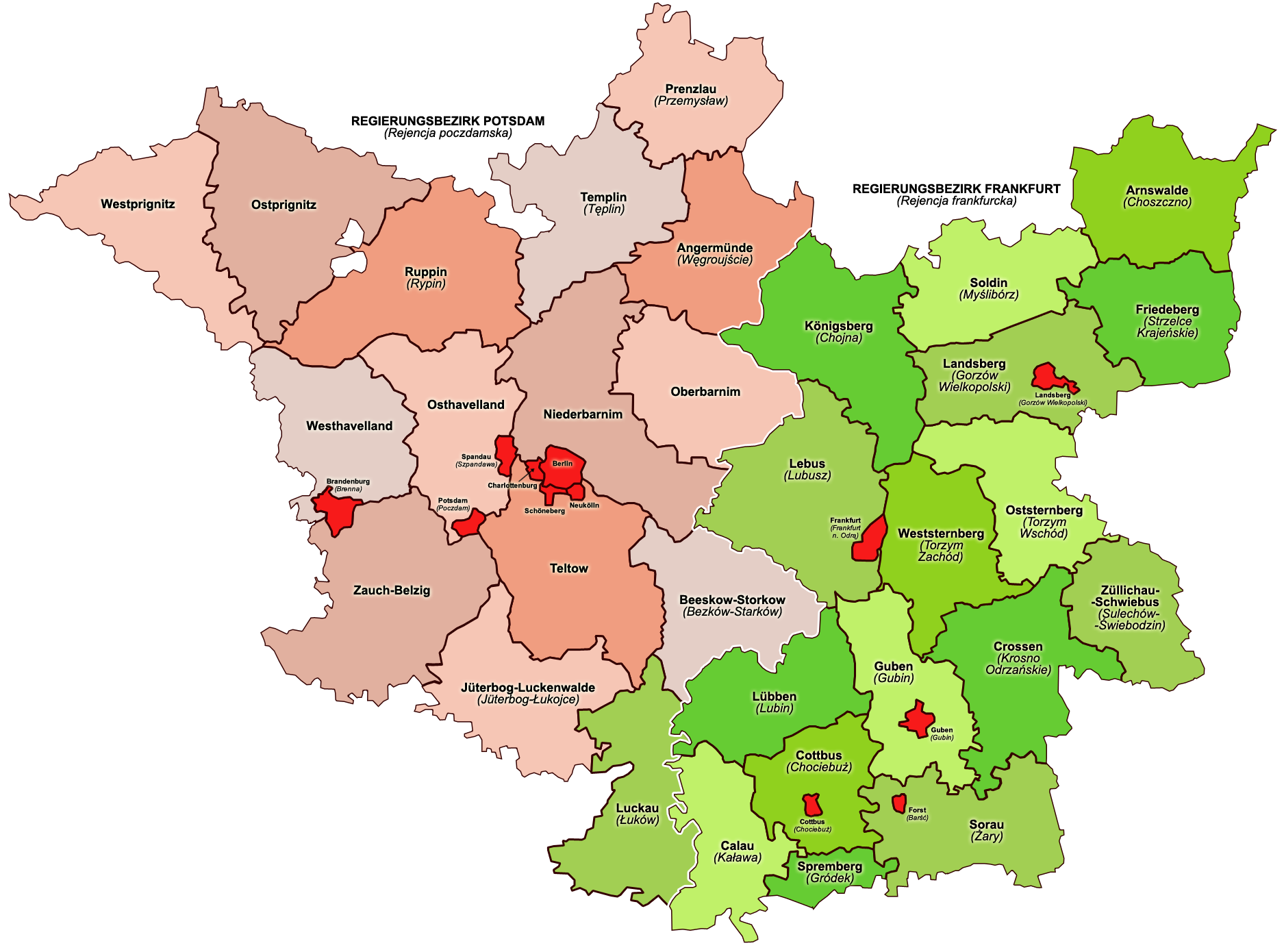
Administrativ indelning år 1905: på kartan är Regierungsbezirk Potsdam är markerat med röda nyanser och Regierungsbezirk Frankfurt med gröna nyanser.

I administrativt hänseende var provinsen under hela sin existens delad i två regeringsområden: Frankfurt och Potsdam.
Överpresidiets säte fanns tidvis i Potsdam och tidvis i Berlin. provinsiallantdagen sammanträdde i Berlin.
Provinsen hade en Oberlandesgericht (Kammergericht) i Berlin, nio Landgerichte och 104 Amtsgerichte. Till Riksdagen sände Brandenburg före revolutionen 1918 20 ombud. Efter revolutionen följde inte valkretsarnas gränser längre de för provinserna. Till andra kammaren i Preussens lantdag sände man 36 representanter.
Den evangeliska kyrkan stod under tre generalsuperintendenter och ett konsistorium i Berlin; det katolska prästerskapet löd under furstbiskopen av Breslau.